# João Tomás
João Tomás (Oliveira do Bairro, 27 de mayo de 1975) cuyo nombre completo es João Henrique Pataco Tomás es un exfutbolista internacional portugués que desarrolló su carrera durante 19 años fundamentalmente en la Primeira Liga de Portugal en la que jugó 258 partidos y marcó más de 100 goles y en la Primera División de España.

## Trayectoria
Se inició en la cantera Aguinense. De ahí pasó al Anadia, de Tercera división y llegó a la Académica de Coimbra, con el que debutó en la segunda división de Portugal en la temporada 1996/97 y con el que consiguió el ascenso a la Primeira Liga.
En enero de 2000, fichó por el Benfica, donde permaneció año y medio, para ser después fichado por el Real Betis. En España, no tuvo demasiado éxito y después de dos años fue cedido al Vitória Sport Clube. En 2004, marchó libre al Sporting de Braga en el que marcó 30 goles en las dos temporadas que permaneció.
En 2006, inició su periplo por los países árabes en los que jugó varias temporadas. Terminó su carrera en el Clube Recreativo Desportivo do Libolo de Angola.

## Carrera internacional
João Tomás jugó en cuatro ocasiones con la selección de Portugal. Su primer partido fue un partido amistoso disputado el 15 de noviembre de 2000 contra la selección de Israel que terminó con triunfo para Portugal por 2-1.
En 2007, después de varios años de ausencia, volvió a ser llamado por el entonces seleccionador Luiz Felipe Scolari jugando en el empate a 1 con un club kuwaiti el 5 de junio en Kuwait City en el que marcó el gol portugués.

## Estadísticas
| Club              | Liga                 | Temporada | Liga | Liga  | Copa | Copa  | Copa de la liga | Copa de la liga | Europa | Europa | Total | Total |
| Club              | Liga                 | Temporada | Apps | Goles | Apps | Goles | Apps            | Goles           | Apps   | Goles  | Apps  | Goles |
| ----------------- | -------------------- | --------- | ---- | ----- | ---- | ----- | --------------- | --------------- | ------ | ------ | ----- | ----- |
| Académica         | Segunda Liga         | 1996–97   | 15   | 1     | 4    | 2     | 0               | 0               | 0      | 0      | 19    | 3     |
| Académica         | Primeira Liga        | 1997–98   | 28   | 7     | 3    | 0     | 0               | 0               | 0      | 0      | 31    | 7     |
| Académica         | Primeira Liga        | 1998–99   | 21   | 1     | 1    | 0     | 0               | 0               | 0      | 0      | 22    | 1     |
| Académica         | Segunda Liga         | 1999–00   | 17   | 19    | 3    | 3     | 0               | 0               | 0      | 0      | 20    | 22    |
| Académica         | Segunda Liga         | Total     | 81   | 28    | 11   | 5     | 0               | 0               | 0      | 0      | 92    | 33    |
| Benfica           | Primeira Liga        | 1999–00   | 9    | 2     | 0    | 0     | 0               | 0               | 0      | 0      | 9     | 2     |
| Benfica           | Primeira Liga        | 2000–01   | 31   | 19    | 3    | 1     | 0               | 0               | 2      | 1      | 36    | 21    |
| Benfica           | Primeira Liga        | 2001–02   | 1    | 0     | 0    | 0     | 0               | 0               | –      | –      | 1     | 0     |
| Benfica           | Primeira Liga        | Total     | 41   | 21    | 3    | 1     | 0               | 0               | 2      | 1      | 46    | 23    |
| Real Betis        | La Liga              | 2001–02   | 20   | 7     | 0    | 0     | 0               | 0               | 0      | 0      | 20    | 7     |
| Real Betis        | La Liga              | 2002–03   | 11   | 1     | 0    | 0     | 0               | 0               | 2      | 1      | 13    | 2     |
| Real Betis        | La Liga              | Total     | 31   | 8     | -    | -     | -               | -               | 2      | 1      | 33    | 9     |
| Vitória Guimarães | Primeira Liga        | 2003–04   | 20   | 3     | 2    | 1     | 0               | 0               | –      | –      | 22    | 4     |
| Vitória Guimarães | Primeira Liga        | Total     | 20   | 3     | 2    | 1     | 0               | 0               | –      | –      | 22    | 4     |
| Braga             | Primeira Liga        | 2004–05   | 29   | 15    | 2    | 1     | 0               | 0               | 2      | 0      | 33    | 16    |
| Braga             | Primeira Liga        | 2005–06   | 30   | 15    | 4    | 2     | 0               | 0               | 4      | 1      | 38    | 18    |
| Braga             | Primeira Liga        | Total     | 59   | 30    | 6    | 3     | 0               | 0               | 6      | 1      | 71    | 34    |
| Al-Arabi          | Qatar Stars League   | 2006–07   | 17   | 8     | 0    | 0     | 0               | 0               | 0      | 0      | 17    | 8     |
| Al-Arabi          | Qatar Stars League   | Total     | 17   | 8     | 0    | 0     | 0               | 0               | –      | –      | 17    | 8     |
| Al Rayyan         | Qatar Stars League   | 2006–07   | 9    | 8     | 0    | 0     | 0               | 0               | –      | –      | 9     | 8     |
| Al Rayyan         | Qatar Stars League   | Total     | 9    | 8     | 0    | 0     | 0               | 0               | 0      | 0      | 9     | 8     |
| Braga             | Primeira Liga        | 2007–08   | 10   | 1     | 1    | 0     | 0               | 0               | 1      | 0      | 12    | 1     |
| Braga             | Primeira Liga        | Total     | 10   | 1     | 1    | 0     | 0               | 0               | 1      | 0      | 12    | 1     |
| Boavista          | Segunda Liga         | 2008–09   | 28   | 13    | 2    | 1     | 0               | 0               | –      | –      | 30    | 14    |
| Boavista          | Segunda Liga         | Total     | 28   | 13    | 2    | 1     | 0               | 0               | 1      | 0      | 30    | 14    |
| Rio Ave           | Primeira Liga        | 2009–10   | 15   | 6     | 1    | 0     | 3               | 2               | –      | –      | 19    | 8     |
| Rio Ave           | Primeira Liga        | Total     | 15   | 6     | 1    | 0     | 3               | 2               | –      | –      | 19    | 8     |
| Al Sharjah        | Liga Árabe del Golfo | 2009–10   | 1    | 2     | 0    | 0     | –               | –               | –      | –      | 1     | 2     |
| Al Sharjah        | Liga Árabe del Golfo | Total     | 1    | 2     | 0    | 0     | –               | –               | –      | –      | 1     | 2     |
| Rio Ave           | Primeira Liga        | 2010–11   | 29   | 16    | 3    | 2     | 2               | 0               | –      | –      | 34    | 18    |
| Rio Ave           | Primeira Liga        | 2011–12   | 27   | 11    | 2    | 3     | 2               | 2               | –      | –      | 31    | 16    |
| Rio Ave           | Primeira Liga        | 2012–13   | 9    | 7     | 2    | 3     | 1               | 2               | –      | –      | 12    | 12    |
| Rio Ave           | Primeira Liga        | Total     | 65   | 34    | 7    | 8     | 5               | 4               | –      | –      | 77    | 44    |
|                   |                      |           |      |       |      |       |                 |                 |        |        |       |       |